# Фридрих Лудвиг фон Льовенщайн-Вертхайм-Вирнебург (1706 – 1796)
Фридрих Лудвиг фон Льовенщайн-Вертхайм-Вирнебург (на немски: Friedrich Ludwig von Löwenstein-Wertheim-Virneburg; * 14 март 1706, Вертхайм; † 2 януари 1796, Вертхайм) от фамилията Вителсбахи, е граф на Льовенщайн-Вертхайм-Вирнебург (1721 – 1796). Фамилията Льовенщайн-Вертхайм е морганатичен клон на фамилията Вителсбахи.

## Живот
Той е вторият син на граф Хайнрих Фридрих фон Льовенщайн-Вертхайм-Вирнебург (1682 – 1721) и съпругата му графиня Амьона София Фридерика цу Лимпург (1684 – 1746), дъщеря на граф Фолрат Шенк фон Лимпург (1641 – 1713) и графиня София Елеонора фон Лимпург-Гайлдорф (1655 – 1722).
Фридрих Лудвиг наследява през 1721 г. баща си заедно с братята си Йохан Лудвиг Фолрат (1705 – 1790), Кристиан Лудвиг (1707 – 1725), Карл Лудвиг (1712 – 1779), Йохан Филип (1713 – 1757), Вилхелм Хайнрих (1715 – 1773) и Георг Филип (1720 – 1739).
Той умира на 2 януари 1796 г. на 89 години във Вертхайм.

## Фамилия
Първи брак: на 5 ноември 1738 г. в Ербах с графиня София Кристина Албертина фон Ербах-Ербах (* 5 ноември 1716; † 15 декември 1741), дъщеря на граф Фридрих Карл фон Ербах-Лимпург (1680 – 1731) и графиня София Елеонора цу Лимпург (1695 – 1738). Те имат три деца, които умират много малки:
- София Шарлота (1739 – 1742)
- Фридрих Лудвиг (1740 – 1742)
- Йохан Филип (*/+ 1741)

Втори брак: на 13 юни 1743 г. в Асенхайм с графиня София Луиза Кристиана фон Золмс-Рьоделхайм (* 31 декември 1709; † 17 януари 1773), дъщеря на граф Лудвиг Хайнрих фон Золмс-Рьоделхайм-Асенхайм (1667 – 1728) и графиня Вилхелмина Кристиана фон Лимпург-Гайлдорф (1679 – 1757). Бракът е бездетен.